# Pneumatopteris lawakii
Pneumatopteris lawakii är en kärrbräkenväxtart som beskrevs av Holtt. Pneumatopteris lawakii ingår i släktet Pneumatopteris och familjen Thelypteridaceae. Inga underarter finns listade.